# Saint-Front-de-Pradoux
Saint-Front-de-Pradoux település Franciaországban, Dordogne megyében. Lakosainak száma 1157 fő (2022. január 1.). Saint-Front-de-Pradoux Beauronne, Mussidan, Saint-Louis-en-l’Isle, Sourzac, Saint-Médard-de-Mussidan, Saint-Martin-l’Astier és Saint-Étienne-de-Puycorbier községekkel határos.

## Népesség
A település népessége az elmúlt években az alábbi módon változott:
| Lakosok száma | 785  | 981  | 1000 | 1032 | 1161 | 1154 | 1160 | 1188 | 1178 | 1157 |
|               | 1968 | 1982 | 1990 | 2006 | 2013 | 2015 | 2017 | 2019 | 2020 | 2022 |